# Djurås
Djurås är en tätort i Dalarna och centralort i Gagnefs kommun i Dalarnas län. Vid Djurås möts Österdalälven med Västerdalälven och bildar Dalälven, platsen kallas för Älvmötet. Tätortens område utökades 2015 med Djurås by och Djurmo.

## Etymologi
Ortnamnet härstammar från ett äldre namn på Västerdalälven, Ljuran, som även givit upphov till namnet Görälven. Vid Djurås flyter Västerdalälven och Österdalälven samman. Eftersom os (ibland stavat "ås") betyder åmynning, älvmynning och liknande, betyder Djurås Ljurans mynning.

## Befolkningsutveckling
| Befolkningsutvecklingen i Djurås/Djurås och Djurmo 1960–2020      | Befolkningsutvecklingen i Djurås/Djurås och Djurmo 1960–2020 | Befolkningsutvecklingen i Djurås/Djurås och Djurmo 1960–2020 | Befolkningsutvecklingen i Djurås/Djurås och Djurmo 1960–2020 | Befolkningsutvecklingen i Djurås/Djurås och Djurmo 1960–2020 |
| ----------------------------------------------------------------- | ------------------------------------------------------------ | ------------------------------------------------------------ | ------------------------------------------------------------ | ------------------------------------------------------------ |
|                                                                   |                                                              |                                                              |                                                              |                                                              |
| År                                                                |                                                              |                                                              | Folkmängd                                                    | Areal (ha)                                                   |
| 1960                                                              | 1960                                                         |                                                              | 208                                                          |                                                              |
| 1965                                                              | 1965                                                         |                                                              | 854                                                          |                                                              |
| 1970                                                              | 1970                                                         |                                                              | 716                                                          |                                                              |
| 1975                                                              | 1975                                                         |                                                              | 1 126                                                        |                                                              |
| 1980                                                              | 1980                                                         |                                                              | 1 200                                                        |                                                              |
| 1990                                                              | 1990                                                         |                                                              | 1 115                                                        | 118                                                          |
| 1995                                                              | 1995                                                         |                                                              | 1 251                                                        | 148                                                          |
| 2000                                                              | 2000                                                         |                                                              | 1 190                                                        | 153                                                          |
| 2005                                                              | 2005                                                         |                                                              | 1 253                                                        | 153                                                          |
| 2010                                                              | 2010                                                         |                                                              | 1 278                                                        | 157                                                          |
| 2015                                                              | 2015                                                         |                                                              | 2 128                                                        | 387                                                          |
| 2020                                                              | 2020                                                         |                                                              | 2 177                                                        | 370                                                          |
| Anm.: Sammanvuxen med Mjälgen 1965, med Djurmo och Djurås by 2015 |                                                              |                                                              |                                                              |                                                              |

## Samhället
Här finns kommunal förvaltning, Djuråsskolan (F-9), konserthall, detaljhandel och vårdcentral.  I centrala Djurås ligger Djurås Torg med ett stort utbud av butiker och serviceinrättningar. Huvudbyggnaden är Centrumhuset som uppfördes 1983-1984.
Riksväg 70 och E16 möts här. Även Dalabanan passerar här med hållplats.

## Bilder

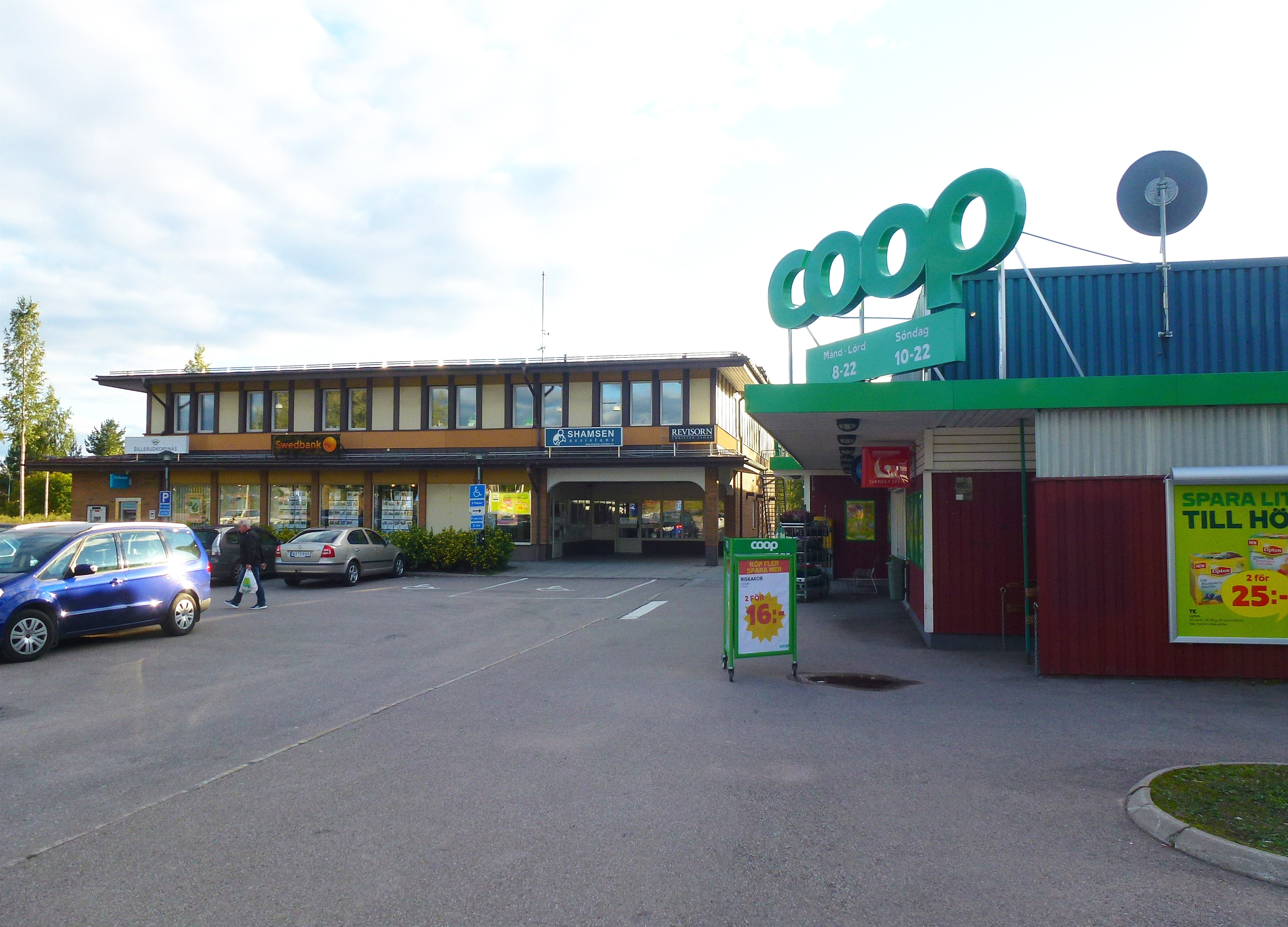
Centrumhuset vid Djurås Torg
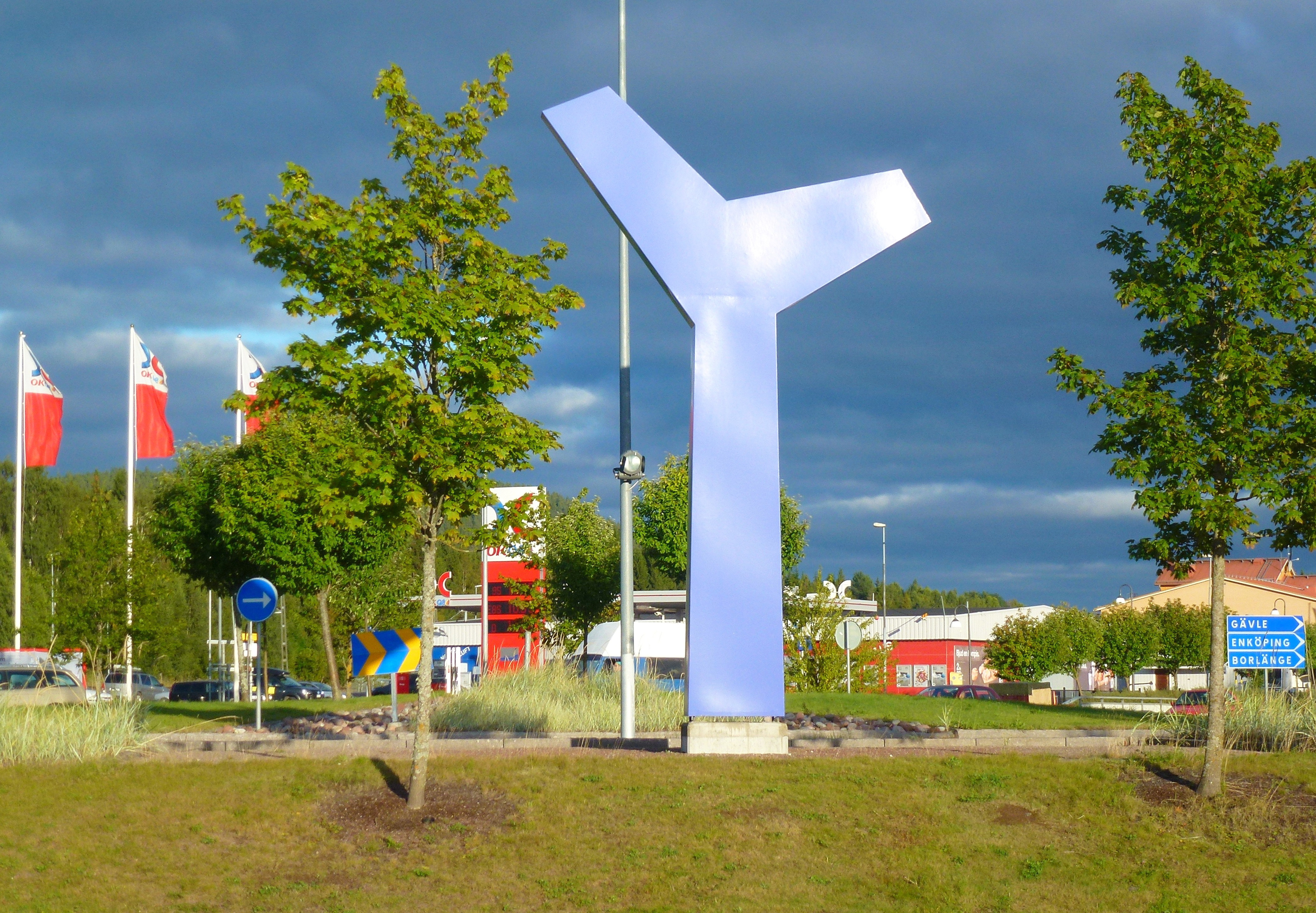
Älvmöte-skulpturen vid Djurås Torg
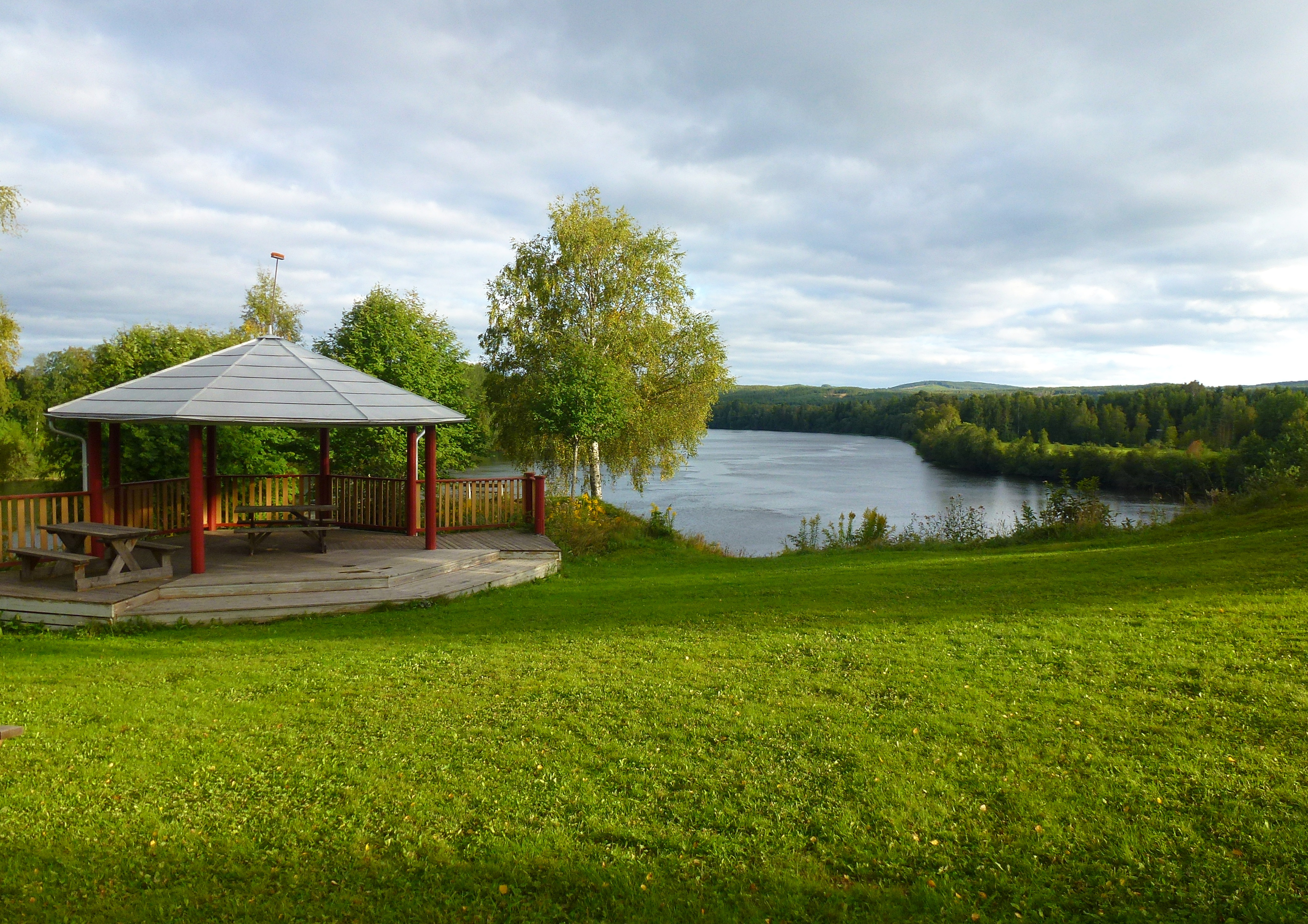
Danspaviljong vid Älvmötet